# József Csatári
József Csatári (ur. 17 grudnia 1943 w Budapeszcie, zm. 30 stycznia 2021) – węgierski zapaśnik walczący w obu stylach. Brązowy medalista olimpijski z Meksyku 1968 i Monachium 1972 w stylu wolnym i czwarty w 1972 roku w stylu klasycznym. Walczył w kategorii 97 kg – open.
Wicemistrz świata w 1970 i 1973. Srebrny medalista mistrzostw Europy w 1973 i brązowy w 1966 roku.
- Turniej w Meksyku 1968 – 97 kg styl wolny

Pokonał Petera Jutzelera ze Szwajcarii, Eda Millarda z Kanady i Chorloogijna Bajanmöncha z Mongolii, a przegrał dwukrotnie z Szotą Lomidze z ZSRR i Ahmetem Ayıkiem z Turcji.
- Turniej w Monachium 1972 – 100 kg styl wolny

Wygrał z Henkiem Schenkiem z USA, Ryszardem Długoszem, Alfonsem Hecherem z RFN i Bułgarem Wasiłem Todorowem, a przegrał z Mongołem Chorloogijnem Bajanmönchem i Iwanem Jaryginem z ZSRR.
- Turniej w Monachium 1972 + 100 kg styl klasyczny

Pokonał Tomomiego Tsurute z Japonii i Miguela Zambrano z Peru, a przegrał z Ištvanem Semeredim z Jugosławii i Rumunem Victorem Dolipschim.